# Willi Eugster

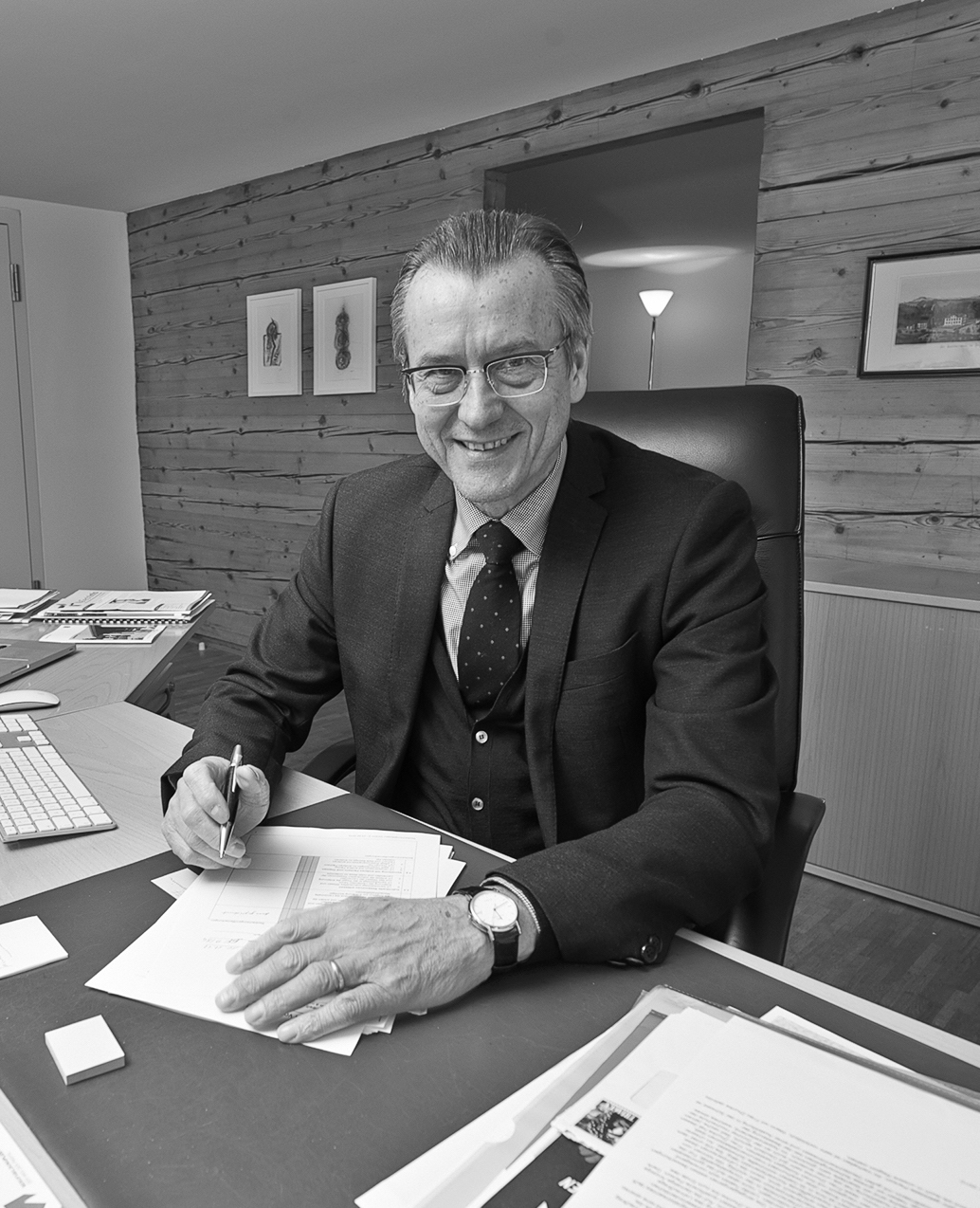
Willi Eugster, 2012

Willi Eugster (* 30. April 1948 in Herrliberg) ist ein Schweizer Pädagoge und Psychologe. Er war von 1985 bis 2013 Rektor der Kantonsschule Trogen (KST) und hat deren Entwicklung sowie auch die ostschweizerische Bildungslandschaft durch seine pädagogischen Innovationen mitgeprägt. Sein Wirken in dieser Zeit zeigt ein exemplarisches Abbild des gymnasialen Alltags in der Schweiz.

## Kindheit und Jugend
Willi Eugster wurde am 30. April 1948 in Herrliberg im Kanton Zürich als erster von fünf Buben geboren. Ein Jahr nach seiner Geburt zog die Familie ins Elternhaus des Grossvaters im Weiler Bühlen der Gemeinde Heiden. Sein Vater Willy Fritz Eugster und seine Mutter Anna bewirtschafteten dort einen kleinen Bauernhof von sechs Hektaren Land. So wuchs Willi Eugster in einfachen Verhältnissen auf und musste dabei wie alle Geschwister schon früh im Stall und auf dem Feld mitarbeiten. In Heiden selbst besuchte er auch die Primar- und Sekundarschule. Obwohl der Vater in seinem erstgeborenen Sohn gerne den Nachfolger des elterlichen Betriebes gesehen hätte, war für den Bauernbub schon früh klar, dass er nicht Landwirt werden wollte, stattdessen zog es ihn zum Lehrerberuf.

## Ausbildung

Lehrerseminar Kreuzlingen, 1950

Nach der obligatorischen Schulausbildung trat Willi Eugster 1964 in das Lehrerseminar in Kreuzlingen ein (heute Pädagogische Maturitätsschule Kreuzlingen). Ende der 1960er-Jahre bekämpften die politischen Behörden den Lehrpersonenmangel unter anderem, indem sie die in Ausbildung stehenden Junglehrer für ein Praktikumsjahr anstellten. So kam es, dass dem 19-jährigen Eugster 1967 die einjährige Praktikumsstelle im ländlichen Hundwil als Primarlehrer zugewiesen wurde. Er unterrichtete daraufhin im Schulhaus «Mühle» Schüler der 1. bis 4. Primarklasse. Dass die Mehrheit der Kinder in Bauernfamilien aufwuchs, war für den jungen Praktikanten von grossem Nutzen, da ihm dieses Umfeld aus seiner Kindheit bestens vertraut war. 1969 erlangte Eugster das Lehrerpatent und trat seine erste Arbeitsstelle im appenzell-ausserrhodischen Stein an. In den folgenden drei Jahren unterrichtete er dabei die 1. bis 3. Klasse: Am Morgen erteilte er seine Lektionen einer Gruppe von Kindern im Schulhaus «Langenegg» und am Nachmittag im Schulhaus «Berg»; zusammen waren dies beinahe siebzig Schüler. 
Um ein noch besseres Verständnis für Kinder und tiefere Einblicke in Lernprozesse zu bekommen, schrieb sich Eugster im Frühjahr 1972 an der Universität Zürich für das Studium der Psychologie, Pädagogik und Sonderpädagogik ein; einer Leidenschaft folgend belegte er während der Studienjahre auch philosophische Vorlesungen. Die theoretische Ausbildung war dabei immer auch mit praktischer Erfahrung angereichert. So übernahm er während des Studiums diverse Stellvertretungen an Primarschulen in Winterthur, wo er unter anderem auch Erkenntnisse mit Schülern einer «Sonderklasse» und deren unangepasstem Verhalten und emotionsgesteuerten Aktionen und Reaktionen sammeln konnte. Jahre später notierte Eugster dazu: «Manchmal denke ich, dass mich diese 16 Kinder mehr gelehrt haben als sämtliche Professoren an der Universität.» In diese Zeit fielen auch die ersten Erfahrungen im Unterrichten an der Sekundarstufe II durch einen Lehrauftrag für Pädagogik am Kindergärtnerinnenseminar in St. Gallen. Die Ausbildung ergänzte 1975 ein Praktikum beim «Schulpsychologischen Dienst» des Kantons St. Gallen, indem Eugster die Stellvertretung des Schulpsychologen der Region Toggenburg übernahm. Im Februar 1977 schloss er das Studium zum Lizenziat, unter anderem bei Detlev von Uslar, in Angewandter Psychologie, Theoretischer Psychologie, Pädagogischer Psychologie und Sonderpädagogik ab. 1984 promovierte Willi Eugster bei Konrad Widmer, Universität Zürich, in Pädagogischer Psychologie; die eingereichte Dissertation trug den Titel Eignung und Motivation für den Lehrerberuf. Eine empirische Untersuchung über Persönlichkeitsmerkmale von Lehramtskandidaten.

## Berufliche Tätigkeit

### Kantonsschule Wattwil

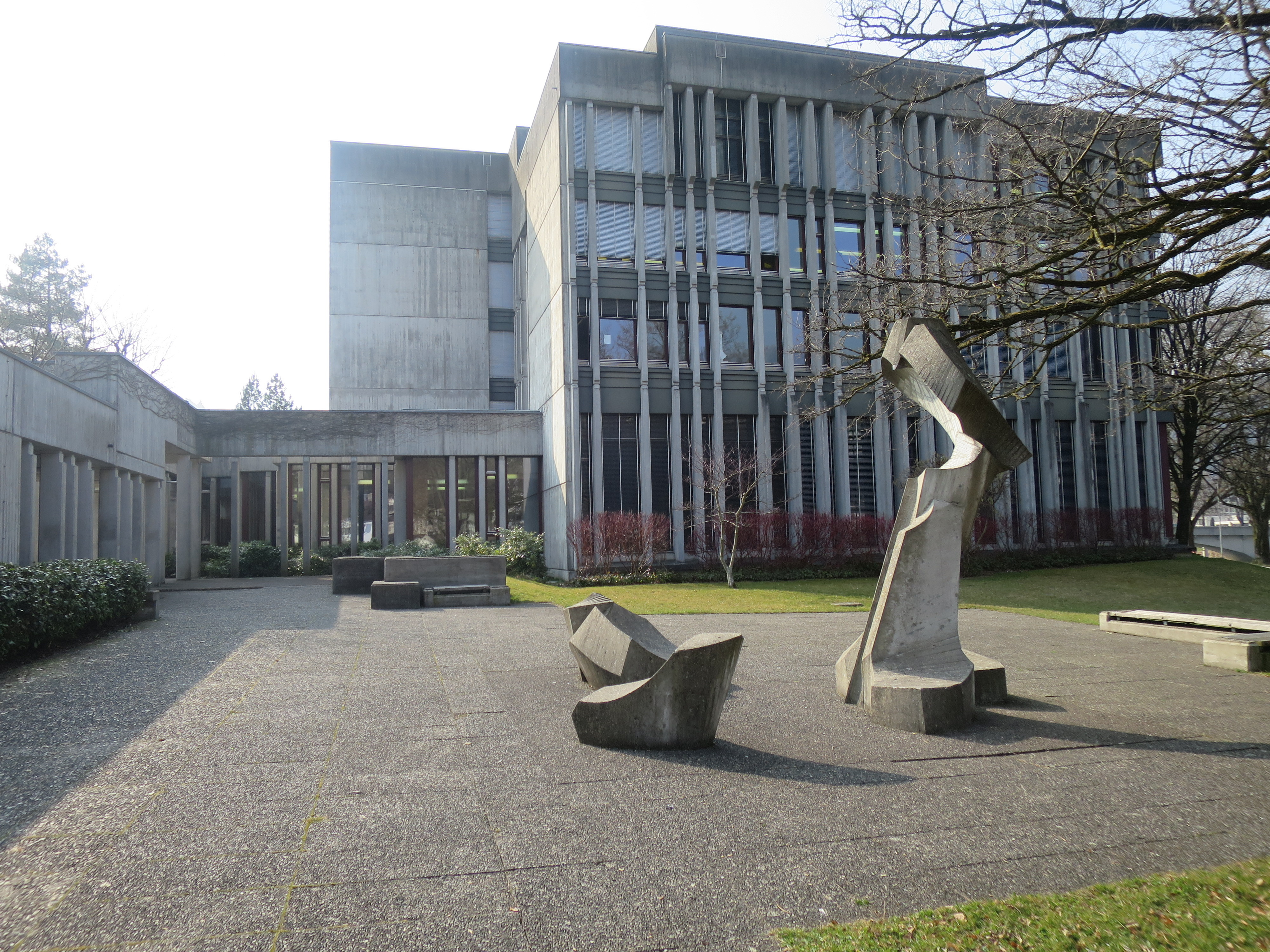
Kantonsschule Wattwil

1977 beauftragte der Rektor der Kantonsschule Wattwil Willi Eugster mit einem Lehrauftrag für Psychologie, Pädagogik und Philosophie. Ein Jahr später erfolgte bereits die Wahl zum Hauptlehrer, und 1982 wurde ihm durch den Kanton St. Gallen der Titel Professor zuerkannt. Zu den methodischen Innovationen, welche Eugster in Wattwil initiierte, gehörte die Einführung des Blockunterrichts im Fach Pädagogik: Die Wochenstunden wurden neu zu Halbtagen zusammengefügt, wodurch für projektartiges Lernen und Arbeiten bessere Bedingungen als im herkömmlichen Lektionenrhythmus entstanden. Eine weitere Erneuerung führte er in der seminaristischen Ausbildung ein: Im Kanton St. Gallen setzte damals der von Methodiklehrpersonen begleitete Praxisunterricht erst im vierten von fünf Ausbildungsjahren ein. Eugster ermöglichte Studenten im Rahmen des Psychologieunterrichts schon im dritten Ausbildungsjahr konkrete Arbeit mit den Schulkindern: Dafür ausgewählte Praktikumslehrpersonen arrangierten in ihren Primarschulklassen kleine Unterrichtsübungen, welche den Lehramtskandidaten zu Beobachtungen und Erfahrungen mit den Kindern verhalfen. Die für die Seminaristen oft etwas ferne Theorie konnte somit durch erfahrene Lehrpersonen mit praktischen Beispielen bereichert werden.

### Kantonsschule Trogen
Auf Beginn des Schuljahres 1985 wurde Willi Eugster von der Kantonsschule Trogen (KST) als neuer Rektor berufen und leitete daraufhin die Institution für die folgenden 28 Jahre bis 2013. In dieser zweitlängsten Rektorats-Amtsdauer der Schulgeschichte reformierte Eugster etliche Bereiche wie Schulführung, Schulqualität, Evaluation oder Führungsberatung. Dabei leistete er teilweise auch Pionierarbeit in der Schul- und Unterrichtsentwicklung oder im Bereich des Informatikunterrichts. Im Zentrum von Eugsters Schulführung standen neben den Schülern auch sämtliche Mitarbeitende. Für ihn als Schulleiter bestanden diese nicht allein aus Lehrpersonen, sondern aus allen Angestellten (Hausdienst, Mensapersonal, Verwaltung etc.), welche ernst genommen werden sollten und deshalb zum Beispiel auch in internen Weiterbildungen neu integriert wurden. Als Eugster 1985 die KST-Leitung übernahm, hatte die Schule 418 Schüler, 54 Lehrpersonen (Hauptlehrer/Teilpensen) und 15 Verwaltungsangestellte (Voll- und Teilzeit); 2013 waren es bereits 679 Schüler und 117 Lehrpersonen und 36 Verwaltungsmitarbeiter.

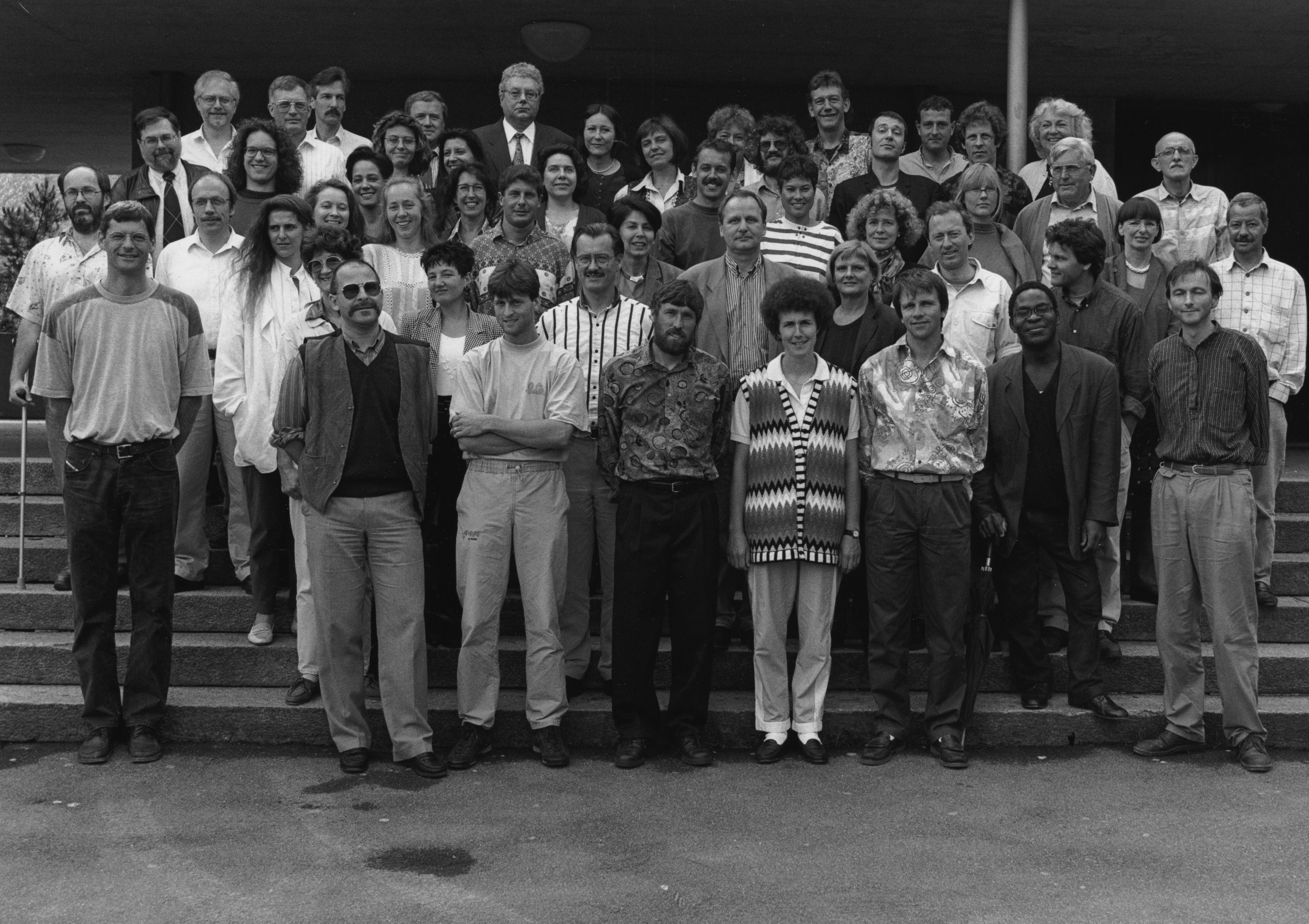
Willi Eugster (mit gestreiftem Hemd und Brille), umringt von der Lehrerschaft der Kantonsschule Trogen, 1994

Bei seinem Amtsantritt verkündete Eugster: «Schule bedeutet Leben. Leben ist Veränderung. Eine Schule, die lebt, muss sich wandeln. Diesem Leitgedanken folgend habe ich meinen Auftrag, die Kantonsschule zu leiten, übernommen.» Teile dieser Veränderungen formulierte er auch im ersten Jahresbericht: «Auf der Schulleitungsebene müssen nebst organisatorischen Fragen vermehrt pädagogische Probleme angesprochen werden. […] Innerhalb der Schule werden Lehrer verschiedener Fachrichtungen ermuntert, sich zu fächerübergreifenden Unterrichtsprojekten zusammenzuschliessen. […] Einen besonderen erzieherischen Wert dürfen wir ausserschulischen Aktivitäten wie Sport, Theater, Musik, Ausstellungen und Schulfeste zuschreiben. Dasselbe gilt für Schulverlegungen, Konzentrations- und Sportwochen, welche die Kontakte der Schüler untereinander und zwischen Lehrern und Schülern verstärken. […] Der Schüler ist ein ernst zu nehmender Gesprächspartner. Dementsprechend muss dieser in ihn betreffende Planungsfragen einbezogen werden. […] Das Elternhaus ist im Sinne des Lernumfeldes in die Unterrichtsplanung einzubeziehen. […] Zudem müssten Modelle eines Unterrichts erarbeitet werden, in welchen es möglich ist, dass Schüler den personalen Lernvoraussetzungen entsprechend angesprochen und zu aktiver Teilnahme und Mitgestaltung angeregt werden können. […] Der Lehrer muss einmal neben fachlichem Wissen grosse menschliche Kompetenzen mitbringen. Dazu gehören Selbstachtung, die Fähigkeit ehrlich und echt zu sein, Kritik ertragen, den Schülern zuhören und in den Unterricht einbeziehen wollen.»
Im Jahre 2006 zog Eugster eine Bilanz über die bisherige Entwicklung: «Veränderungen erfolgten auch in den Organisationsformen sowie in der Lehr- und Lerntätigkeit. Hier sind die dreimal jährlich stattfindenden Themenwochen, das Lernatelier für die Oberstufe, verschiedene Formen der Begabtenförderung (Freifachkurse mit Zertifizierung, Sportschule, Studienwochen), E-Learning, Projektunterricht, Maturaarbeiten, Gross- und Kleingruppenunterricht, unbetreutes Lernen und insgesamt eine stark zunehmende Heterogenität bei den Lernenden, welche nach weiteren Individualisierungsformen ruft, zu erwähnen. Sämtliche ehemaligen Abteilungen wurden einschneidenden Strukturreformen unterzogen und ebenso wurden neue geschaffen: Maturitätsreform 1994, Einführung der Berufsmaturität und Umbenennung der damaligen Handelsmittelschule in Berufsfachschule Wirtschaft, Einführung der kooperativen Oberstufe sowie Neuaufbau einer Fachmittelschule mit Fachmaturität.» Und über die Zukunft des Unterrichtes notierte er: «Die Tendenz zur Individualisierung des Lernens wird zunehmen. Immer häufiger wird sich die Schule mit den Lernvoraussetzungen und nicht nur mit dem Lernen selber auseinandersetzen müssen. Das Ablenkungs- und Zerstreuungspotential nimmt gewaltig zu. […] Die Betreuungsintensität wird gesamthaft nicht abnehmen, sondern im Gegenteil zunehmen. Die Klassenverbände werden aber immer mehr an Bedeutung verlieren.»

#### Schul- und Unterrichtsentwicklung

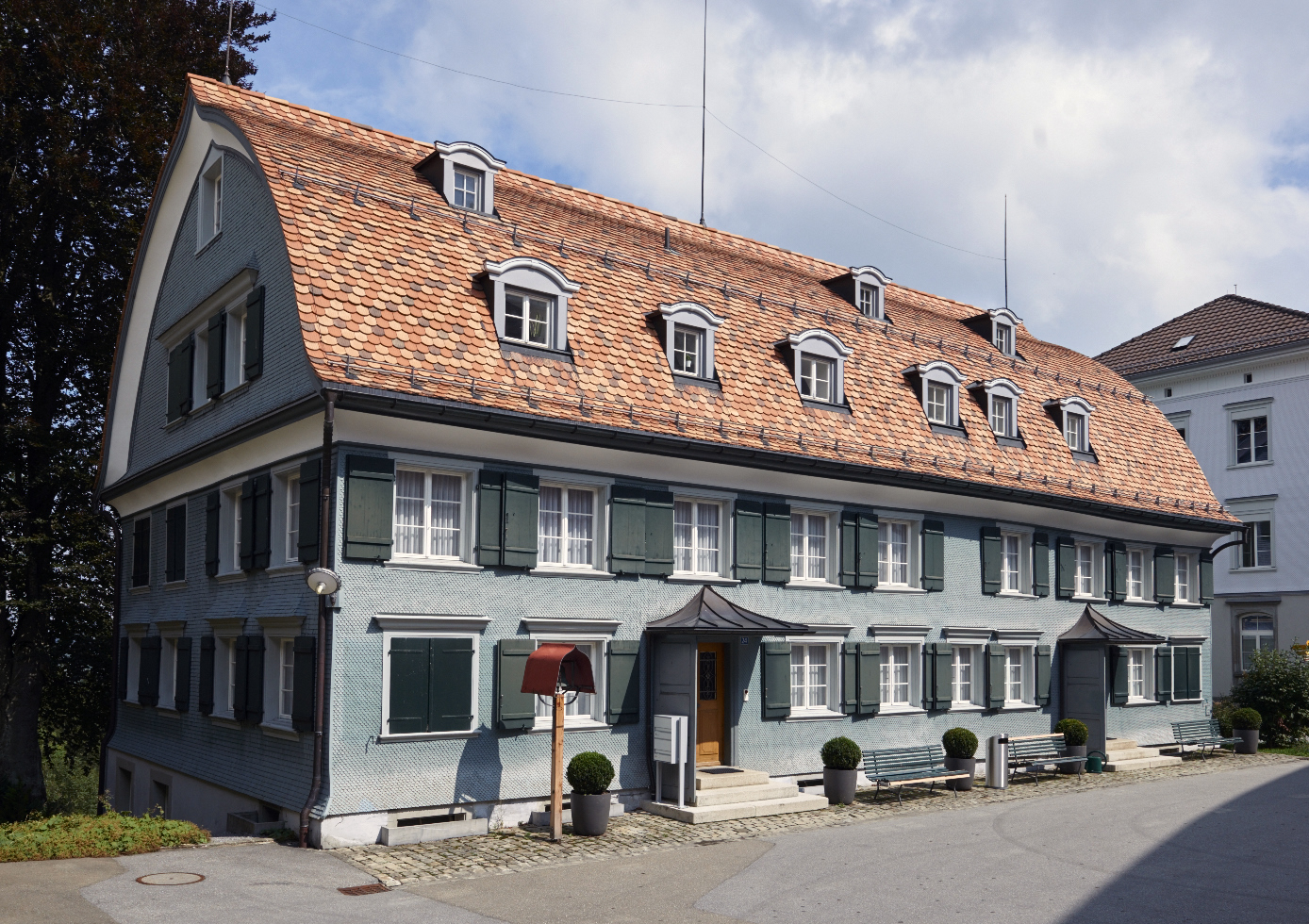
Rektorat der KST, ehemaliges Knabenkonvikt

Für Eugster wurde «Schulklima» zum Leitbegriff seiner Führungstätigkeit: «Mein Anliegen als Schulleiter galt vor allen dem Atmosphärischen. […] Wenn das Klima stimmt, dann fühlt sich der Mensch wohl, und wenn er sich wohl fühlt, dann steht ihm nichts im Wege, um aktiv zu sein.» Zur Verbesserung des Schulklimas setzte Eugster mehrere Hauptinstrumente ein: Supervision und gegenseitiger Unterrichtsbesuch, Gesprächsgruppen zu aktuellen Problemen, Klassengespräche zwischen Schülern und Lehrern, Konfliktgespräche unter Beizug einer vermittelnden Person und die Möglichkeit, genügend Zeit für Aussprachen im Konvent und schulinterne Fortbildung für Lehrpersonen. Um den Aspekt der verbindenden Weiterbildung zu forcieren, gründete er 1987 mit vier weiteren Rektorenkollegen eine Arbeitsgruppe der «Weiterbildungszentrale für Mittelschullehrerinnen und -lehrer» (WBZ), welche bis 2002 tätig war. 1988 organisierte er, für ein staatliches Gymnasium unüblich, mit den Angestellten der Kantonsschule Trogen die erste mehrtägige und obligatorische Weiterbildung in allgemeiner Didaktik in Sigriswil. In diversen Publikationen berichtete Eugster über die Schulentwicklungsarbeit, wie zum Beispiel in Beiträge zur Lehrerbildung (1/92), Schulleitung und Schulentwicklung (1992) oder Kollegiale Lehrkunstwerkstatt (2010). Eine weitere Pioniertat im Rahmen der Schulentwicklung war die Einführung des Leistungsdialogs (1997) im Sinne eines individuellen Entwicklungsinstruments oder die Einführung des Globalbudgets im Jahre 2000, welches die vollständige finanzielle Autonomie der KST ermöglichte. Dies waren erste Schritte zur Führung der Schule im Sinne von New Public Management, woraus sich nach und nach ein umfassendes Qualitätsmanagement-System entwickelte.

#### Schulleiterausbildung
1990 äusserte sich Willi Eugster in der Zeitschrift Gymnasium Helveticum (4/90) zur Profession der Schulleitung. Darin postulierte er ein neues Rollenverständnis und eine Professionalisierung des Berufs. Im Rahmen der WBZ-Arbeitsgruppe organisierte er deshalb auch Weiterbildungsveranstaltungen für Schulleitungspersonen. Nachdem der Kanton Appenzell Ausserrhoden die Einführung von Schulleitungen für die Volksschulen beschlossen hatte, erhielt Eugster, zusammen mit dem Rektor des Berufsbildungszentrums Herisau, den Auftrag, die Schulleiter für den Kanton auszubilden. Später war Eugster auch Dozent für die Schulleiterausbildung an der Pädagogischen Hochschule Thurgau.

#### Gymnasialrektorenkonferenz und «TRI S2»
Von 1995 bis 1998 war Willi Eugster auch Präsident der «Konferenz der Schweizerischen Gymnasialrektorinnen und Gymnasialrektoren» (KSGR/CDGS). In seine Amtszeit fiel die Veröffentlichung der Postulate für das Gymnasium. Darin äusserte sich die KSGR/CDGS zum «Wesen der Allgemeinbildung», zur «Bildung als Aufgabe des Gymnasiums» sowie zu den «Rahmenbedingungen des Gymnasiums». 1996 gründete Eugster zudem die Konferenz «TRI S2»: Darin schlossen sich die Vorstände der Gymnasialrektorenkonferenz, der Handelsmittelschulrektorenkonferenz sowie der Diplommittelschulrektorenkonferenz (heute: Konferenz der Rektoren und Rektorinnen schweizerischer Fachmittelschulen) zusammen. Damit wurden die Voraussetzungen geschaffen, effizient gemeinsame bildungspolitische Anliegen aufzunehmen und zu bearbeiten. Insbesondere sollte damit auch eine ganzheitliche Betrachtung der Bildungspolitik betont werden. Die Vorständekonferenz pflegte auch intensive Kontakte zur Konferenz der Direktorinnen und Direktoren der Berufsfachschulen SDK. Im Januar 2000 veröffentlichte «TRI S2» 13 Thesen zur Entwicklung der Sekundarstufe II. Eine These forderte ein eidgenössisches Mittelschulgesetz. Damit sollte der Bund in die Finanzierung der Mittelschulen eingebunden werden. Im Mai 2000 organisierte «TRI S2» einen Kongress der Sekundarstufe II in Zürich. Als Hauptreferent konnte der damalige Bundesrat Pascal Couchepin gewonnen werden. Eugster blieb bis 2005 Präsident der «TRI S2» bevor die Vorständekonferenz 2010 aufgelöst wurde.

#### Stiftungen

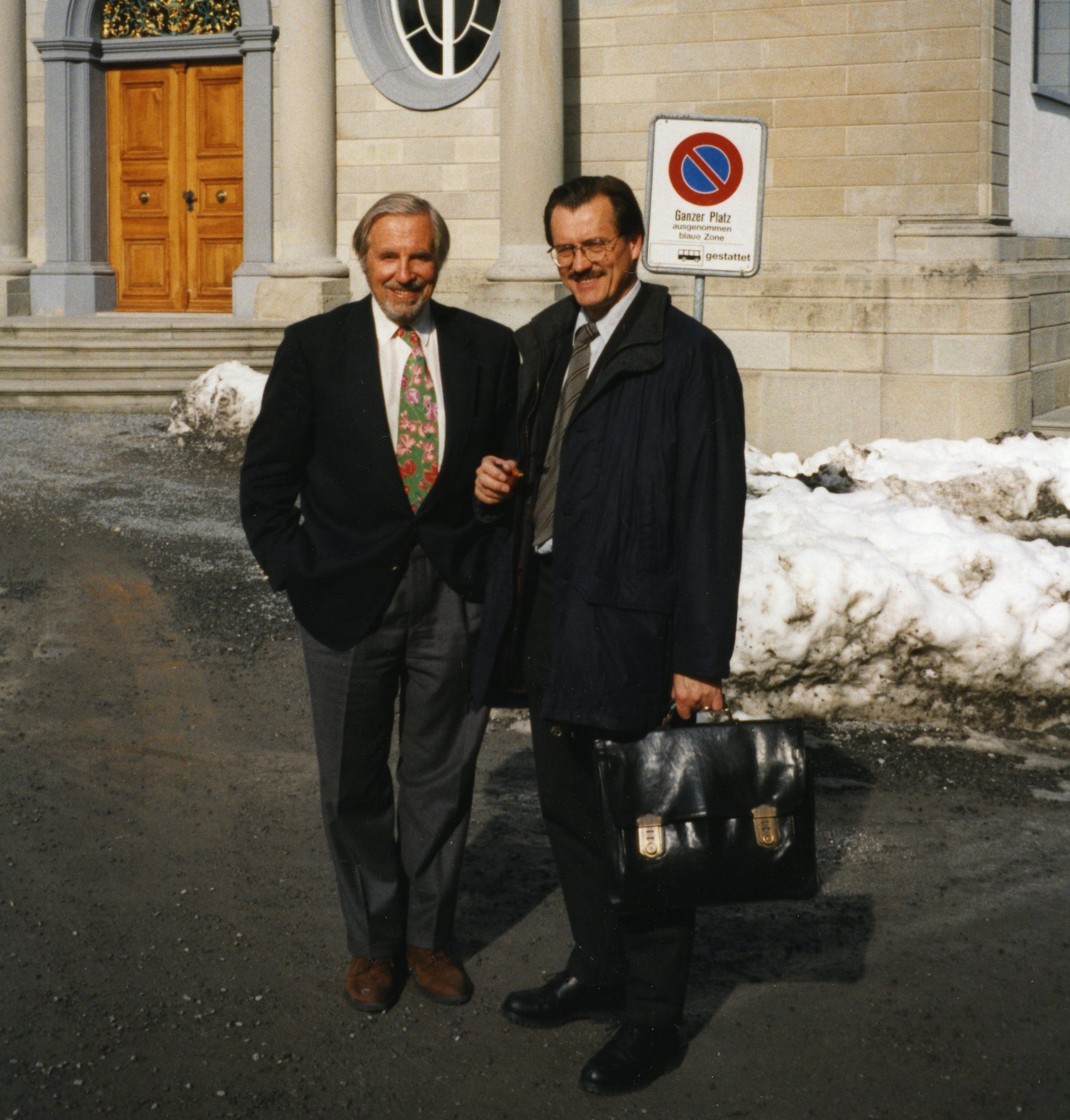
Mövenpick-Gründer Ueli Prager und Willi Eugster vor der reformierten Kirche in Trogen, 1998

Dank zweier Stiftungen, welche durch Eugster gefördert wurden, konnte die Kantonsschule in etlichen Projekten wiederholt finanziell unterstützt werden. 1994 errichtete der Mövenpick-Gründer Ueli Prager, der von 1929 bis 1935 an der KST war, mit insgesamt 400'000 Franken die «Ueli Prager-Stiftung», deren Ziel es war, ungewohnte und zukunftsweisende Projekte der KST zu fördern. Zwischen Prager und Eugster entstand eine anhaltende Freundschaft, und mit dem Geld der Stiftung konnte Eugster in grosser Unabhängigkeit Lernprojekte entwickeln und finanzieren wie zum Beispiel eine Software-Programmierung durch Schüler, die Entwicklung einer CCD-Kamera für die KST-Sternwarte, die Vernetzung der Schulhäuser mit Glasfaserkabel, die Mitfinanzierung des Schüleraustausches «Trogen-Irkutsk» oder die Publikation einer Kunstbroschüre. Im Hinblick auf die Auflösung der Stiftung im Jahre 2009 wurde mit dem Restbetrag ein Spielplatz («Ueli-Prager-Platz») zwischen dem «Alten Schulhaus» und der Aula realisiert. Die architektonische Besonderheit stellt dabei ein vier Meter breiter möblierter Holzsteg dar, der waagrecht vierzehn Meter in den nördlichen Abhang hinausragt.
Zu Beginn der achtziger Jahre besorgte Eugsters Vorgänger Ernst Kuhn die ersten IBM-Computer für den Unterricht. Der Siegeszug der digitalen Revolution an der Schule kam allerdings noch nicht in Fahrt, sondern erst kurz vor der Jahrtausendwende: 1998 gelang es Willi Eugster, mit der «Metrohm-Stiftung» einen Vertrag zum Aufbau des Informatikunterrichts an der Kantonsschule Trogen auszuhandeln. Seit 1982 war die Metrohm AG eine hundertprozentige Tochter der «Metrohm Stiftung». Letztere engagiert sich neben dem Betrieb der Metrohm AG auch für gemeinnützige und kulturelle Zwecke. Diese Stiftung lancierte damals einen Projektwettbewerb, aus dem die KST als Siegerin hervorging. Im Jahresbericht 1998/99 schrieb Eugster dazu: «Damit stehen die dringend nötigen finanziellen Mittel zur Verfügung, um den Jugendlichen ein Rüstzeug mitzugeben, welches sie zur effizienten Nutzung der modernen Kommunikations- und Informationstechnologie befähigen wird. Das Projekt trägt den Namen ‹NATWIT› (Naturwissenschaften und Informationstechnologie).» Die Stiftung unterstützte das Projekt acht Jahre und investierte über drei Millionen Franken. Somit war es der Schule schon früh möglich, den Aufbau eines eigenen Schulnetzwerkes und die dazugehörige Infrastruktur für den Informatikunterricht zu realisieren. Nebenbei entstand durch «NATWIT» auch noch die Wetterstation der KST. Eugster blieb im Bereich der Informatik weiter innovativ: An der ersten Bauausschusssitzung für den Umbau des «Alten Schulhauses» im Jahre 2001 wies Eugster vorausschauend darauf hin, dass keine weiteren Computerräume nötig seien, «da die Entwicklung dahin gehen könnte, dass die Schüler künftig ihr eigenes Notebook als Arbeitsgerät mit an die Schule bringen». 15 Jahre später wurde dieses Bring your own device-Konzept an der KST tatsächlich eingeführt.
2013 wurde unter der Leitung von Eugster die «Stiftung Kantonsschule Trogen» gegründet. Diese entstand aus der Zusammenführung aller bisherigen Stiftungen der KST (den Konvikt-Fonds, die «Rektor-Wildi-Stiftung», die «Fenkart-Stiftung», der «Studienfonds Dr. Schiess» und die Schenkung des Mädchenkonvikts durch den Kantonsschulverein Trogen). Die Stiftung bezweckt die Bewältigung von Aufgaben, die im Interesse der Schülerinnen und Schüler sowie der Lehrerschaft der Kantonsschule Trogen liegen, und wird seither von Eugster präsidiert.

#### Bauten

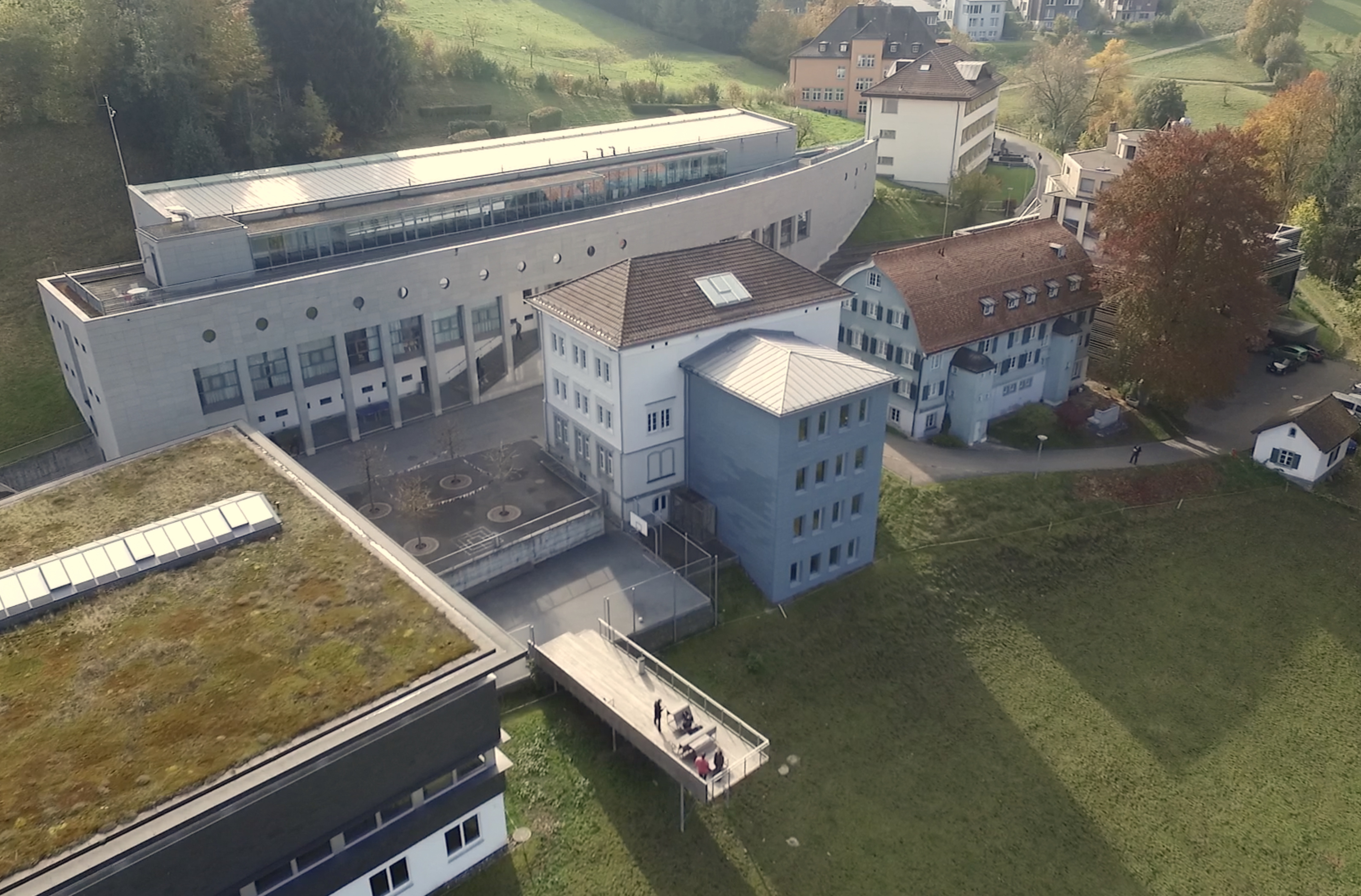
Luftaufnahme des KST-Areals mit Holzsteg des Ueli-Prager-Platzes

Eine der zeitintensivsten Aufgaben in Willi Eugsters Amtszeit als Rektor stellte die bauliche Erweiterung der KST dar: Zu Beginn der 1980er-Jahre herrschte durch die zunehmende Schülerzahl an der Kantonsschule akuter Raummangel. Es musste ein Raumkonzept für die ganze Kantonsschule erstellt werden. 1983 wurde deshalb unter Eugster eine Planungskommission eingesetzt. Das erstellte Konzept sah neben der neuen Sporthalle auch eine Erweiterung der bestehenden Anlage vor, aus der sich verschiedene Erweiterungsphasen herauskristallisierten. Die Landsgemeinde von 1987 befürwortete eine erste Etappe mit einem Investitionsvolumen von rund neun Millionen Franken. In der kommenden 15-jährigen Bauphase war Eugster involviert in alle Sitzungen mit der Hochbaukommission (Kanton) und dem Bauausschuss (Vertreter der Schule) zu den insgesamt neun anstehenden Um- und Neubauten; am Ende der baulichen Entwicklung wies die KST die doppelte Nutzfläche aus. 1988 wurde zuerst das «Annex»-Schulhaus um ein zusätzliches Vollgeschoss aufgestockt und mit einem Walmdach abgeschlossen. 1989 wurde die «Alte Turnhalle» aus dem Jahre 1928 renoviert und die von Piet Kempter projektierte neue Sporthalle mit Aussenanlage bezogen. Dabei setzte sich Willi Eugster, zusammen mit dem Leiter des Hochbauamtes Otto Hugentobler, auch für Kunst am Bau ein. So wurde auf dem neuen Sportplatz ein Werk von Roman Signer installiert: ein rotes Kanu, das sich (über ein Drahtseil und Umlenkrollen) parallel zur 100-m-Rennbahn 27 cm im Tag bewegt und so ein Jahr für die ganze Strecke braucht. An der Kanu-Vernissage erwähnte Eugster unter anderem: «Das Kunstwerk von Signer […] sucht die geistige Auseinandersetzung. Es ist eine Auseinandersetzung mit dem Zeitgeist, in diesem Falle mit dem Keine-Zeit-haben. Neben der Schnelllaufbahn, nicht auf ihr, bewegt sich ein Kajak, ein Boot, das Zeit hat. Es hat viel Zeit und wendet sich damit gegen den Zeitgeist.» Ebenfalls im Jahr 1989 wurde der Pavillon westlich des «Roten Schulhauses» gebaut. Mit diesem mittelfristigen Schulraumprovisorium wurde in einem ersten Schritt der herrschenden Raumnot entgegengewirkt. 2014 wurde das Gebäude im Rahmen einer Renovierung in «Pharos» umbenannt.

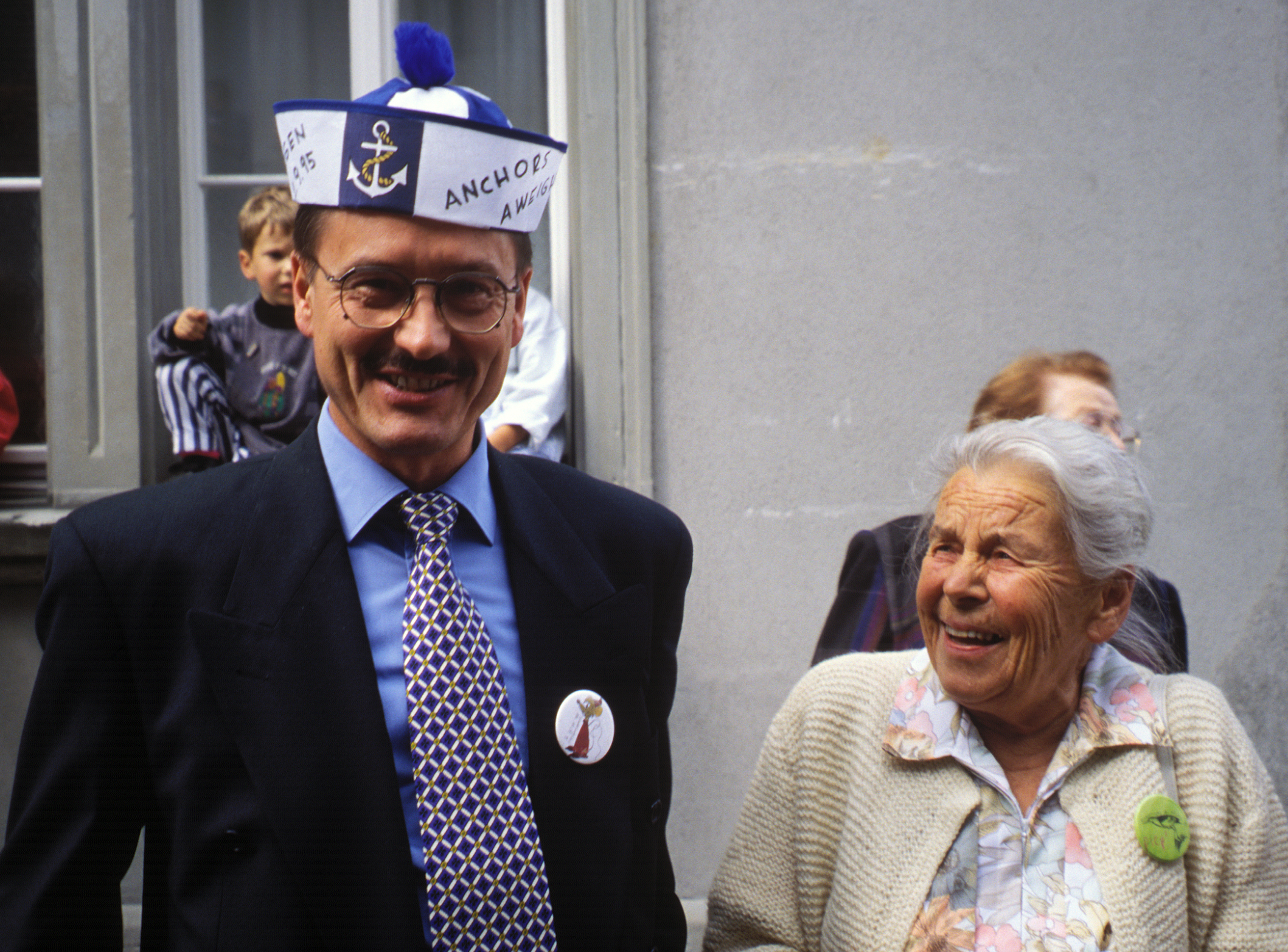
Willi Eugster mit Elisabeth Pletscher an der Einweihung der «Arche», 1995

1992 bewilligte die Landsgemeinde einen weiteren Kredit (24 Millionen Franken) und ermöglichte so den Beginn der zweiten Bauphase. Von 1993 bis 1995 fanden die Bauarbeiten für das bislang grösste Bauprojekt an der KST statt: Das Architekturbüro Loesch Isoz Benz übernahm die Planung und Ausführung des viergeschossigen Gebäudes «Arche». Auch hier trug man mit einem Projekt zur «Künstlerischen Gestaltung der Aussenräume an der KST» der Kunst im öffentlichen Raum nochmals Rechnung: Noch vor Baubeginn der «Arche» wurde Künstlern im Rahmen eines Wettbewerbes die Möglichkeit geboten, ein Projekt zu entwickeln. 1993 wählte ein Gremium, in dem auch Willi Eugster war, drei Arbeiten aus, darunter ein Werk des Trogener Künstlers Hans-Ruedi Fricker. Nach dem Grossprojekt «Arche» baute man im «Olymp»-Gebäude eine dringend benötigte Hauswartswohnung ein, und von 1995 bis 1997 wurde das «Alte Konvikt» aus dem Jahre 1804 zum Schulleitungszentrum umgebaut. 1998 wurde auch das «Rote Schulhaus» renoviert, im selben Jahr begann man mit dem Neubau des Mehrzweckgebäudes samt Aula. Hier drängte Eugster darauf, die Bibliothek in das neue Gebäude zu verlegen: Bereits ein Jahr vor dem ersten Spatenstich meldete er, Bezug nehmend auf eine Bedürfnisanalyse des Kantons: «Der Raum für die Schulbibliothek ist zu klein. Die Bibliothek sollte mindestens doppelt so viel Grundfläche beanspruchen können. Ihr Ausbau zu einer Mediothek ist zu fördern. Damit die weitergehenden Vorstellungen von selbständigem und selbstverantwortetem Arbeiten realisiert werden können, müssen entsprechend geeignete Arbeitsräume und Einrichtungen zur Verfügung stehen. Das «Bundesamt für Industrie, Gewerbe und Arbeit» bemängelte schon 1990 die zu kleine Grundfläche. Eine Bibliothek/Mediothek für unsere Schule müsste eine Grundfläche von 250–300 m² aufweisen. […] Für die Mediothek ist im neuen Mehrzweckgebäude Platz zu schaffen.» Als Folge davon änderte die Bauleitung ihr Konzept und integrierte im ersten Stock den Einbau einer modernen Mediathek, welche seit der Eröffnung des Aula-Gebäudes im Jahr 2001 Medien (aktuell rund 25'000) für Studium und Freizeit für alle Lernenden und Angestellten anbietet.

## Tätigkeiten nach der Pensionierung

### Schule und Pädagogik
Nach seiner Pensionierung im Jahre 2013 blieb Willi Eugster mit der Kantonsschule Trogen verbunden, indem er sich als Präsident der «Stiftung Kantonsschule Trogen» weiterhin für die Entwicklung der Schule einsetzt. Im Bereich Pädagogik engagiert er sich als Präsident des Vereins «Lehrkunst.ch» nach wie vor für guten Unterricht und gute Schulen. Nach dem Prinzip der in der Nachfolge von Martin Wagenschein und Hans Christoph Berg entwickelten und zusammen mit Wolfgang Klafki theoretisch untermauerten Lehrkunstdidaktik sollen im kulturellen Kontext wichtige Lerninhalte als Werdendes genetisch und dramaturgisch erarbeitet werden. «Wissen ist nicht einfach da. Es wurde hart und nicht selten unter Einsatz des eigenen Lebens erworben.»

### Politik

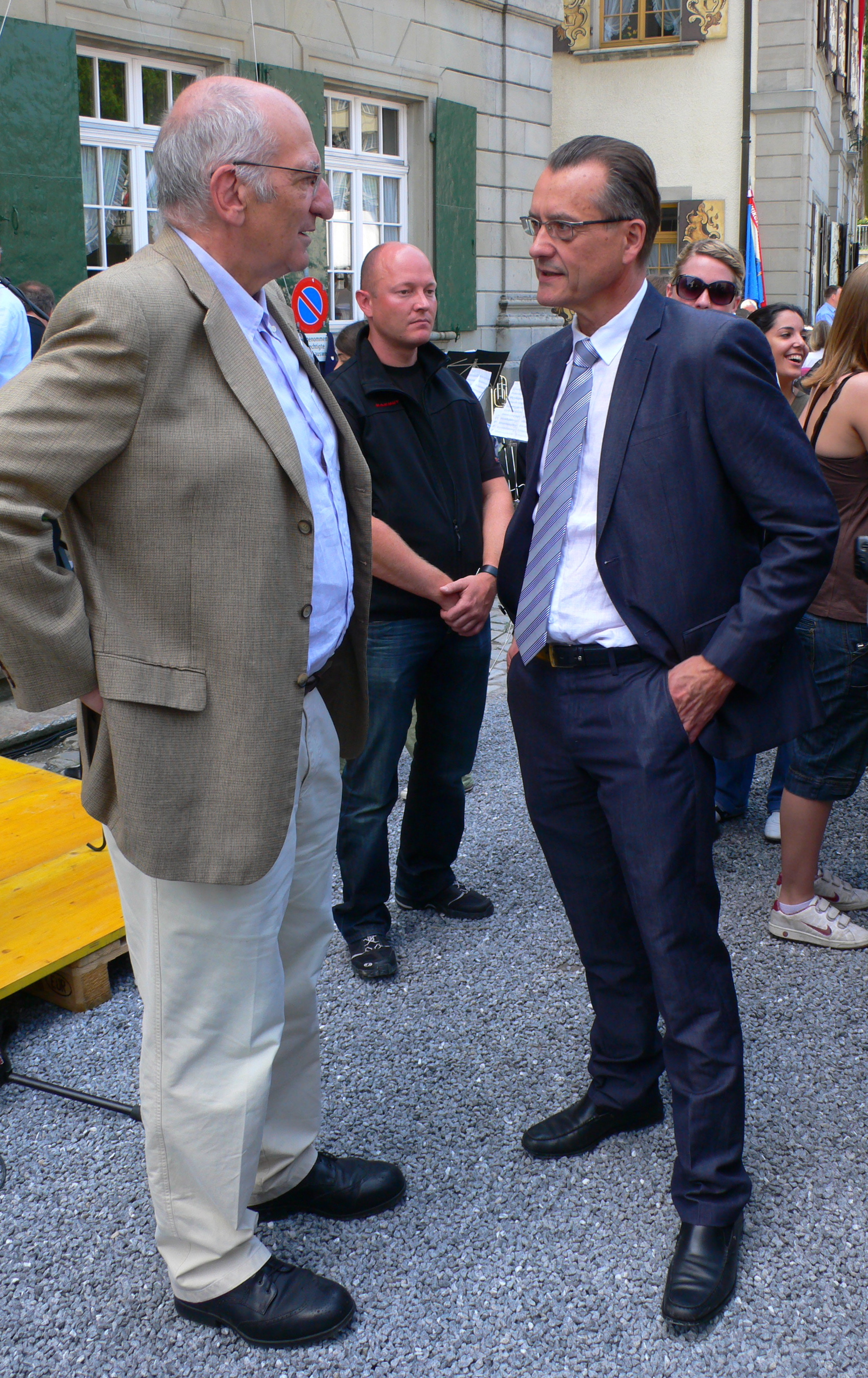
FDP-Bundesrat Pascal Couchepin und Willi Eugster in Trogen, 2009

Von 2013 bis 2016 war Eugster Co-Präsident der FDP des Kantons Appenzell Ausserrhoden. Dort setzte er sich für eine liberale Politik ein, welche dem Menschen zu seiner Entfaltung dienen sollte anstelle der Prinzipien einer Ideologie. Seine Grundhaltung formulierte er in einem Aufsatz Hat liberale Politik eine Zukunft? Politik und Philosophie über den Willen und die Freiheit des Individuums, der 2014 im St. Galler Tagblatt publiziert wurde. Darin schrieb er unter anderem: «Wir sind brutal frei und grausam darin gefangen. Wir bestimmen selbst, wie wir leben wollen, und jeder Mensch entwirft seinen eigenen, ganz persönlichen Lebensweg. Das ist die Quintessenz unserer Kultur. Einfacher ist die Sache nicht geworden. Wir kommen nicht darum herum, unser Leben in die Hand zu nehmen und dafür die Verantwortung zu übernehmen. Wer aber sagt uns, wie wir es tun sollen? Wer hilft uns dabei? Dürfen wir davon ausgehen, dass dem Menschen so etwas wie Vernunft eigen ist? Die Erfahrungen des letzten Jahrhunderts lässt in uns grosse Zweifel aufkommen. Die Wirtschaft hat uns Wohlstand gebracht, wir leben länger und wohl auch irgendwie besser als unsere Vorfahren. […] Der moderne Mensch: Ich lebe in einer Multioptionsgesellschaft. Ich muss möglichst viele Optionen ausprobieren. Ich darf doch nichts verpassen. Geld verdienen und teure Klamotten kaufen. Spass haben. Leute kennenlernen. Parties feiern. Saufen. Im Internet nach Dates suchen. Sex. Ich muss gut aussehen. Ich betreibe Sport. Ich habe einen trainierten Körper. Ewige Jugend. Wie ist das, wenn ich es nicht schaffe? […] Freiheit gibt allen Menschen die Chance, das eigene Leben zu gestalten und täglich Handlungsoptionen zu entwickeln und zwischen verschiedenen Handlungsalternativen zu entscheiden. Dies empfinden wir als gerecht, obwohl Individualität und damit Verschiedenheit geschaffen wird. Eine komplexe Gesellschaft wie die unsrige ist auf diese Verschiedenheiten sogar angewiesen. Sie steuern je ihren Teil zum Funktionieren des Ganzen bei. Das ist das Ideal. Leider führt Freiheit auch zu Übertreibungen, zu Fehlentwicklungen und zu Missbrauch. Dann ist das System nicht im Einklang. Wir nehmen Ungerechtigkeit wahr. Je offener eine Gesellschaft und je grösser der Wohlstand ist, umso grösser ist die Gefahr vor unerwünschten Entwicklungen. Was tun wir? Wir schaffen laufend neue Gesetze gegen Missbrauch. Damit wollen wir Gerechtigkeit wieder herstellen. Als Nebenwirkung schaffen wir Freiheiten ab. […] Der Liberalismus ist ein offenes System, welches sich ständig hinterfragen und neu denken muss. Er ist oft mühsam. Manchmal ineffizient. Er ist die einzige Lösung, welche die Freiheit garantiert. Er kann Gerechtigkeit schaffen.»

### «Wissen Eigenart GmbH»
Im Jahr 2013 gründete Willi Eugster die Firma «Wissen Eigenart GmbH», um mit seiner Erfahrung und seinem Wissen Organisationen und Einzelpersonen in Entscheidungssituationen kompetent zu unterstützen. Für dieses Coaching arbeitete er eng mit der Institution «SokratesGroup» in Zürich zusammen. Dort hat Eugster mit dem Tool «SokratesMapConzept» ein Führungscockpit für Betriebe und Institutionen erarbeitet. Des Weiteren bietet «Wissen Eigenart GmbH» Workshops an und erarbeitet psychologische und philosophische Analysen von Problemen und Lösungen. Die Kernkompetenz liegt dabei im Arbeitsfeld Schule und Ausbildung.

## Publikationen (Auswahl)
- Eignung und Motivation für den Lehrerberuf. Eine empirische Untersuchung über Persönlichkeitsmerkmale von Lehramtskandidaten. Dissertation. 1984.
- Gedanken zur gymnasialen Bildung. In: KVT-Mitteilungen, Nr. 65. Eigenverlag, Trogen 1986, S. 77–86.
- Schulleiter – Manager, Patron, Lehrer, Verwalter, Polizist? In: Gymnasium Helveticum, 4/1990.
- Mit H. Bieri, B. Colpi, A. Leuzinger, R. Salathé: Schulklima. In: Gymnasium Helveticum, 2/91
- Schulleitung und Schulentwicklung. In: Beiträge zur Lehrerbildung, 1/92.
- Schulklima, warum gerade «Schulklima»? In: KVT-Mitteilungen, Nr. 71. Eigenverlag, Trogen 1992, S. 21–27.
- Schule in einer bewegten Welt. In: Erster Schweizer Kongress der Leiter von Vollzeitschulen der Sekundarstufe II. Vevey, Mai 1996.
- Konferenz Schweizerischer Gymnasialrektoren: Postulate für das Gymnasium. Obwalden 1998.
- TRI S2: 13 Thesen zur Entwicklung der Sekundarstufe II. Trogen 2000.
- Bildungsstandards – eine Führungshilfe? In: Labudde Peter (Hrsg.): Bildungsstandards am Gymnasium. Hep, Bern 2007, ISBN 978-3-03905-339-1.
- Kollegiale Lehrkunstwerkstatt. Sternstunden der Menschheit im Unterricht der Kantonsschule Trogen. Hep, Bern 2010. ISBN 978-3-03905-510-4.
- Willi Eugster: Hat liberale Politik eine Zukunft? In: St. Galler Tagblatt, 27./28. November 2014 (Teil 1, Teil 2).
- Der Bildungsbeitrag der Lehrkunst für die Gymnasien. In: Mario Gerwig, Susanne Wildhirt (Hrsg.): Das Schulwesen soll und will auch ein Bildungswesen sein. Schneider, Baltmannsweiler 2016, ISBN 978-3-8340-1618-8.